# Phaedinus pictus
Phaedinus pictus är en skalbaggsart som beskrevs av White 1853. Phaedinus pictus ingår i släktet Phaedinus och familjen långhorningar.
Artens utbredningsområde är Venezuela. Inga underarter finns listade i Catalogue of Life.